# Amastus leria
Amastus leria là một loài bướm đêm thuộc phân họ Arctiinae, họ Erebidae.